# Slatina (Roemenië)
Slatina is een stad in Roemenië aan de rivier de Olt en de hoofdstad van het district Olt.
In Slatina is een van de grootste aluminiumfabrieken van Oost-Europa gevestigd: Alro Slatina begon hier in 1963 zijn productie, werd in 2002 geprivatiseerd en is sindsdien grotendeels in handen van het in Nederland gevestigde Vimetco N.V.
Slatina was in 1909 de geboortestad van de schrijver Eugen Ionescu (Eugène Ionesco).

## Geschiedenis
De eerste vermelding van Slatina dateert uit 1368: de Walachijse vorst Vladislav I beloofde in dat jaar kooplieden uit Transsylvanië tolvrijheid bij het passeren van de Olt. De stad ontwikkelde zich rond het tolkantoor.
Slatina deelt zijn naam met vele andere plaatsen in en buiten Roemenië: de naam is van Slavische oorsprong en duidt op zout water.

## Bevolking
- 1977: 44.892 inw.
- 1992: 85.168 inw.
- 2002: 78.815 inw.

## Geboren
- Eugen Ionescu (1909), schrijver
- Iulian Filipescu (1974), voetballer
- Răzvan Raț (1981), voetballer
- Monica Niculescu (1987), tennisster

Stad met gemeentestatus: Slatina · Caracal

Steden zonder gemeentestatus: Balș · Corabia · Drăgănești-Olt · Piatra-Olt · Potcoava · Scornicești
Alba Iulia · Alexandria · Arad · Bacău · Baia Mare · Bârlad · Bistrița · Botoșani · Brașov · Brăila · Bucureşti (Boekarest) · Buzău · Călărași · Cluj-Napoca · Constanța · Craiova · Deva · Drobeta-Turnu Severin · Focșani · Galați · Giurgiu · Hunedoara · Iași · Mediaș · Oradea · Piatra Neamț · Pitești · Ploiești · Râmnicu Vâlcea · Reșița · Roman · Satu Mare · Sfântu Gheorghe · Sibiu · Slatina · Slobozia · Suceava · Târgoviște · Târgu Jiu · Târgu Mureș · Timișoara · Tulcea · Turda · Vaslui · Zalău